# Dharapuram
Dharapuram là một thành phố và khu đô thị của quận Erode thuộc bang Tamil Nadu, Ấn Độ.

## Địa lý
Dharapuram có vị trí 10°44′B 77°31′Đ / 10,73°B 77,52°Đ Nó có độ cao trung bình là 245 mét (803 feet).

## Nhân khẩu
Theo điều tra dân số năm 2001 của Ấn Độ, Dharapuram có dân số 65.137 người. Phái nam chiếm 49% tổng số dân và phái nữ chiếm 51%. Dharapuram có tỷ lệ 76% biết đọc biết viết, cao hơn tỷ lệ trung bình toàn quốc là 59,5%: tỷ lệ cho phái nam là 82%, và tỷ lệ cho phái nữ là 71%. Tại Dharapuram, 9% dân số nhỏ hơn 6 tuổi.